# Johann Pfretzschner
Johann Pfretzschner (* um 1495 in Triebel; † um 1552 in Leipzig) war Ratsmaurermeister und Ehrenbürger in Leipzig.

## Leben
Pfretzschner erlernte im sächsischen Vogtland das Maurerhandwerk und wanderte 1528 von Triebel bei Oelsnitz nach Leipzig aus. Leipzig erkannte sein großes Talent und band ihn sofort durch die Ehrenbürgerschaft an die Stadt: „und nach ertzeigkten geburtsbrieve ist yme das bürgerrecht UMB SEYNER KUNST WILLEN geschangkt, uff das man yme dester eher alhir behalten mochte“.
Er heiratete die Tochter des Leipziger Buchhändlers Nickel Wolrabe und kaufte sich 1529 von seinem Schwiegervater das Haus Nr. 714 in der Ritterstraße. Dort starb er um 1552. Sein Sohn Sittich Pfretzschner konnte sein Amt als Ratsmaurermeister übernehmen.

## Werke
Nach seiner Ernennung zum Ratsmaurermeister der Stadt Leipzig war Pfretzschner zuständig für die gesamte Bauleitplanung und fachliche Umsetzung aller Bauvorhaben der Stadt. So erfolgte durch ihn 1521 bis 1530 der Neu- und Ausbau der Befestigungsanlagen Leipzigs vom Brühlausgang bis zur Pleißenburg. Seit 1537 prägt sein Bau des achtseitigen Geschosses des Turmes der Thomaskirche das Bild dieser berühmten Kirche.
Er wirkte aber auch am Ausbau der Landesfestungen der sächsischen Herzöge mit. So wurde Pfretzschner 1542 mit einem seiner Gesellen von Herzog Moritz von Sachsen nach Kassel und Ziegenhain (den hessischen Hauptfestungen) geschickt, mit dem Auftrag, das System und die bautechnische Ausführung der dortigen Befestigungsanlagen zu erkunden. Am Bau der Leipziger Stadtbefestigung wirkte er neben dem 1543 aus Zwickau herbeigerufenen Werkmeister Paul Speck.